# Ougoureh Kifleh Ahmed

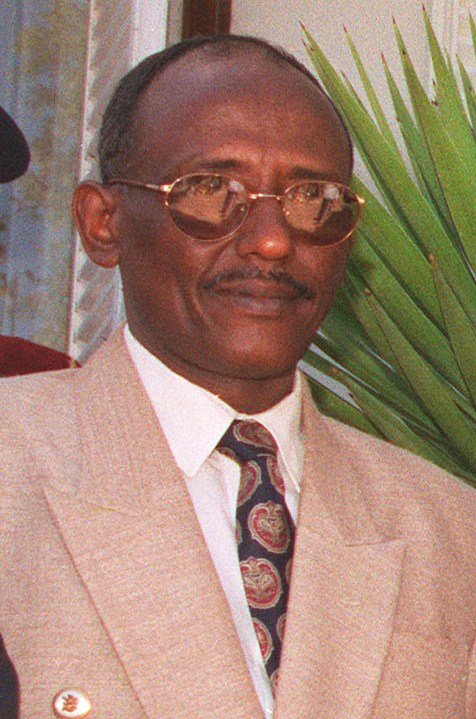
Ougoureh Kifleh Ahmed (2002)

Ougoureh Kifleh Ahmed (* 18. November 1955 in Dikhil) ist ein Politiker der Front pour la restauration de l’unité et la démocratie (Front für die Wiederherstellung der Einheit und Demokratie, FRUD) aus Dschibuti und war zwischen 1999 und 2011 Minister für Nationale Verteidigung.

## Leben
Ahmed war nach dem Besuch der Sekundarschule Angestellter in der Verwaltung der Region Dikhil und diente danach  in den französischen Streitkräften, ehe er Leiter der Personalabteilung des Krankenhauses von Balbala wurde. Nach der Unabhängigkeit des Französischen Afar- und Issa-Territoriums als Dschibuti engagierte er sich von 1978 und 1982 politisch als Mitglied der FDLD sowie später vom 1. Januar bis zum 8. August 1991 in der AROD.
1991 trat er der neugegründeten Front für die Front pour la restauration de l’unité et la démocratie bei, die zwischen 1991 und 1994 im Dschibutischen Bürgerkrieg die Regierung von Staatspräsident Hassan Gouled Aptidon und dessen Einheitspartei Rassemblement populaire pour le progrès (RPP) bekämpfte. Dort engagierte er sich vom 1. Oktober 1991 bis zum 19. März 1992 als Vorstandsmitglied, Mitglied des Exekutivkomitees, Chef des Generalstabes sowie Generalsekretär und war maßgebliche Person bei der späteren nationalen Versöhnung. Nachdem er zwischen dem 19. März und dem 26. August 1992 verantwortlich für Militärfragen war, fungierte er vom 26. August 1992 bis zum 12. Februar 1993 als Leiter der Abteilung für Zivilangelegenheiten und Bildung.
Nach dem Ende des Bürgerkrieges und der Bildung einer Koalition zwischen RPP und FRUD wurde Ahmed am 8. Juni 1995 Minister für Landwirtschaft und Wasserkraft (Ministre de l’Agriculture et de l’hydraulique) im Kabinett von Premierminister Barkat Gourad Hamadou und nahm im Rahmen einer Kabinettsumbildung am 28. Dezember 1997 als Nachfolger von Mohamed Barkat Abdillahi das Amt des Ministers für den öffentlichen Dienst und Verwaltungsreformen (Ministre de la fonction publique et des Réformes administratives).
Kurz darauf wurde er als Kandidat der FRUD am 19. Dezember 1997 in der vierten Legislaturperiode auch erstmals zum Mitglied der Nationalversammlung gewählt und gehört dieser nach Wiederwahlen am 10. Januar 2003, 10. Februar 2008 und 20. Februar 2013 seither an.
Bei einer erneuten Umbildung der Regierung von Premierminister Barkat Gourad Hamadou übernahm er am 12. Mai 1999 das Amt des Ministers für Nationale Verteidigung (Ministre de la Défense nationale) und hat dieses Amt auch in den Kabinetten von dessen Nachfolgern Dileita Mohamed Dileita und Abdoulkader Kamil Mohamed bis zu seiner Ablösung durch Abdoulkader Kamil Mohamed am 12. Mai 2011 inne.
Im Rahmen eines Besuchs von Bundesverteidigungsminister Franz Josef Jung im Dezember 2008 zur Verabschiedung der Fregatte Karlsruhe sprachen er und der Minister für Auswärtige Angelegenheiten, Internationale Zusammenarbeit und Parlamentarische Beziehungen, Mahamud Ali Jussuf, mit Bundesverteidigungsminister Jung über Ausbildungs- und Ausstattungshilfe. Bislang wurden 46 dschibutische Militärs ausgebildet und Fahrzeuge und Computertechnik für 2,4 Millionen Euro gegeben.